# Nautilusbeker

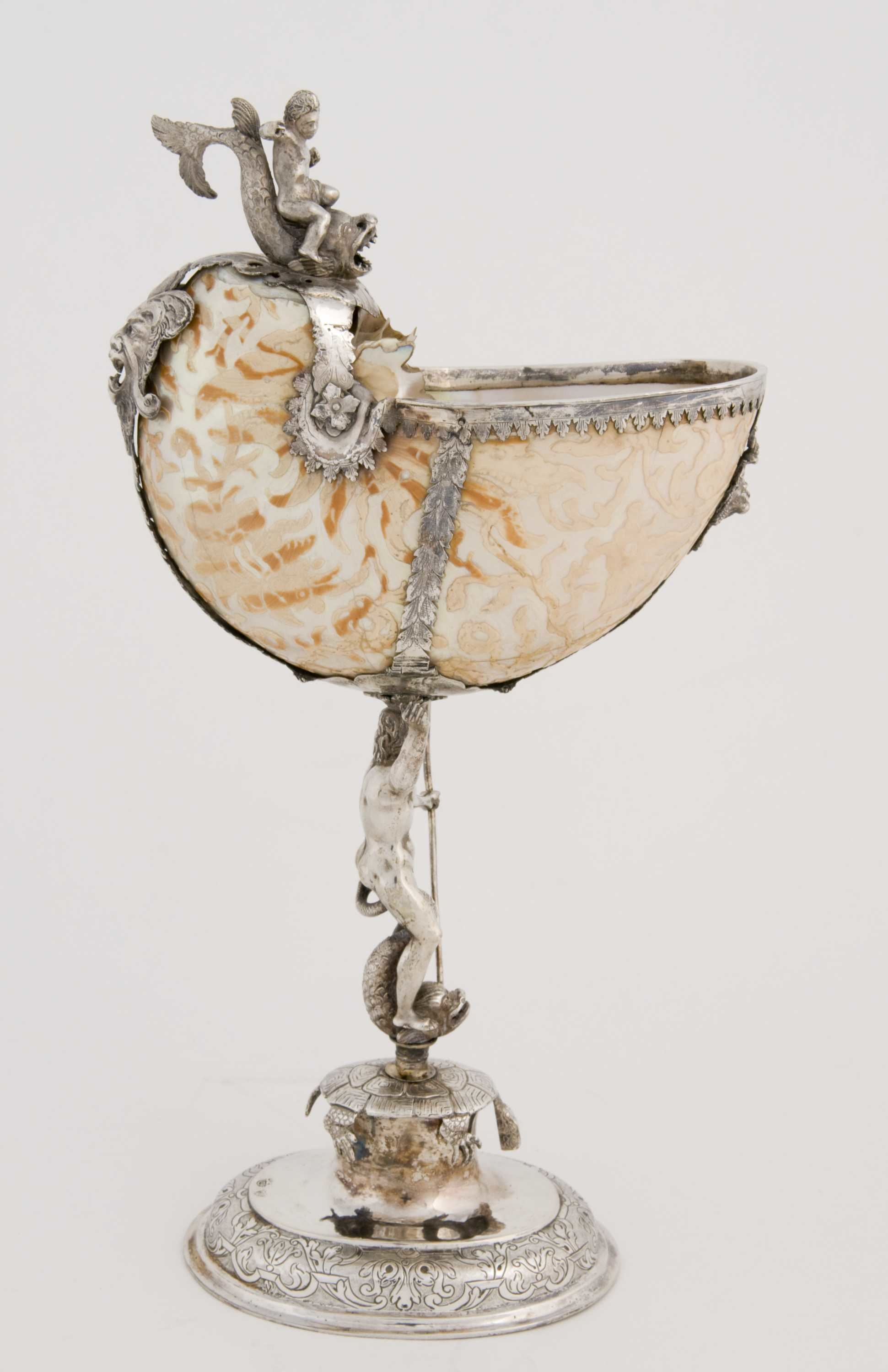
Nautilusbeker

Een nautilusbeker is een drinkbeker waarin een nautilus-schelp is verwerkt. Dergelijke bekers werden in Noord-West-Europa door zilversmeden gemaakt en waren vaak zeer kostbaar.
Deze bekers werden in de zestiende, zeventiende en achttiende eeuw vervaardigd, voorzien van zilveren en gouden versierselen. Ze waren toen al zeldzaam en alleen beschikbaar voor de elite, zoals de adel. Vaak is het montuur voorzien van afbeeldingen van zeegoden, en bestaat de voet uit een Neptunusfiguur of een dolfijn.
Met name in Duitse steden, maar ook in Antwerpen en Delft werden deze luxe bekers vervaardigd.

## Afbeeldingen

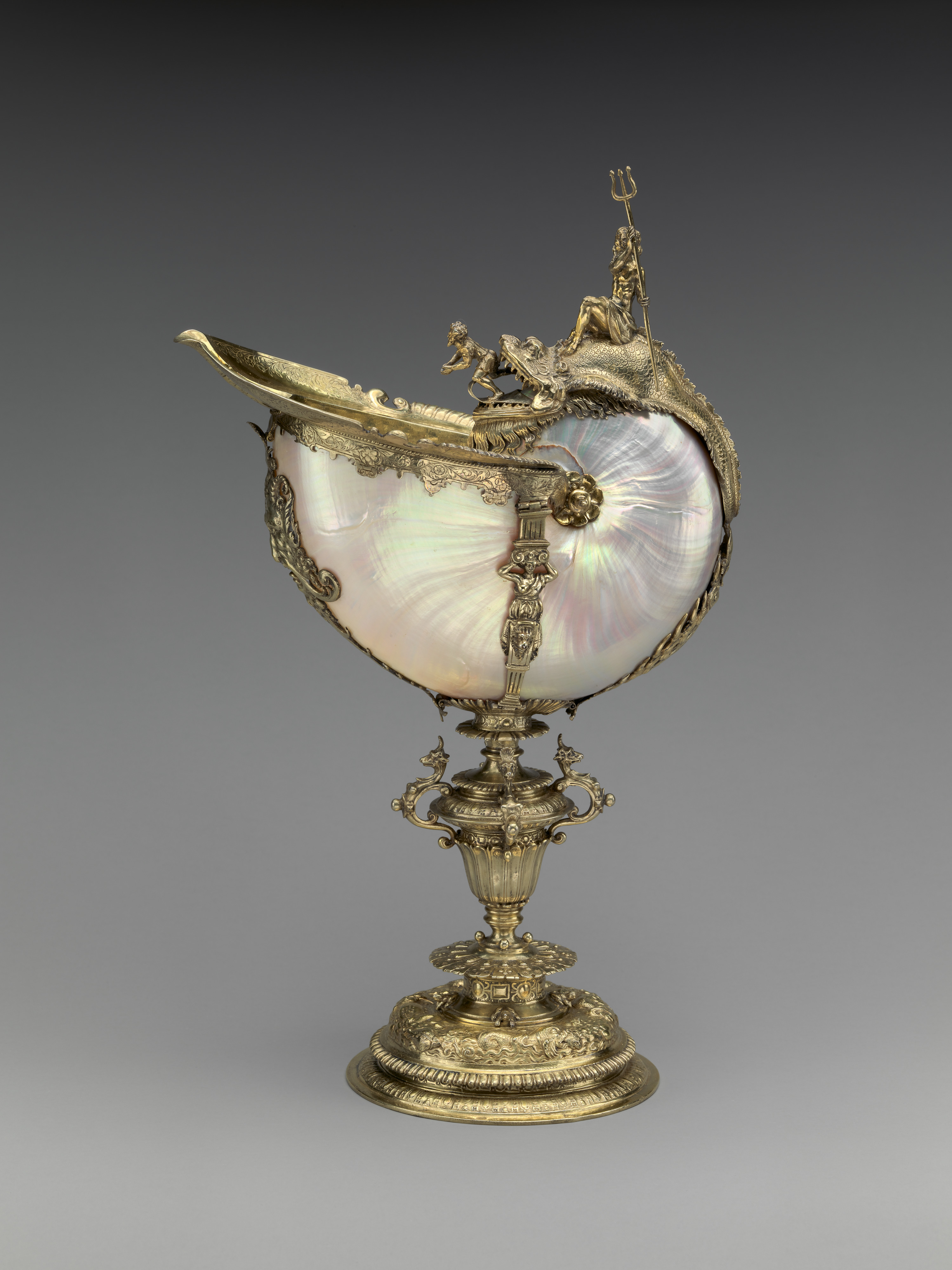
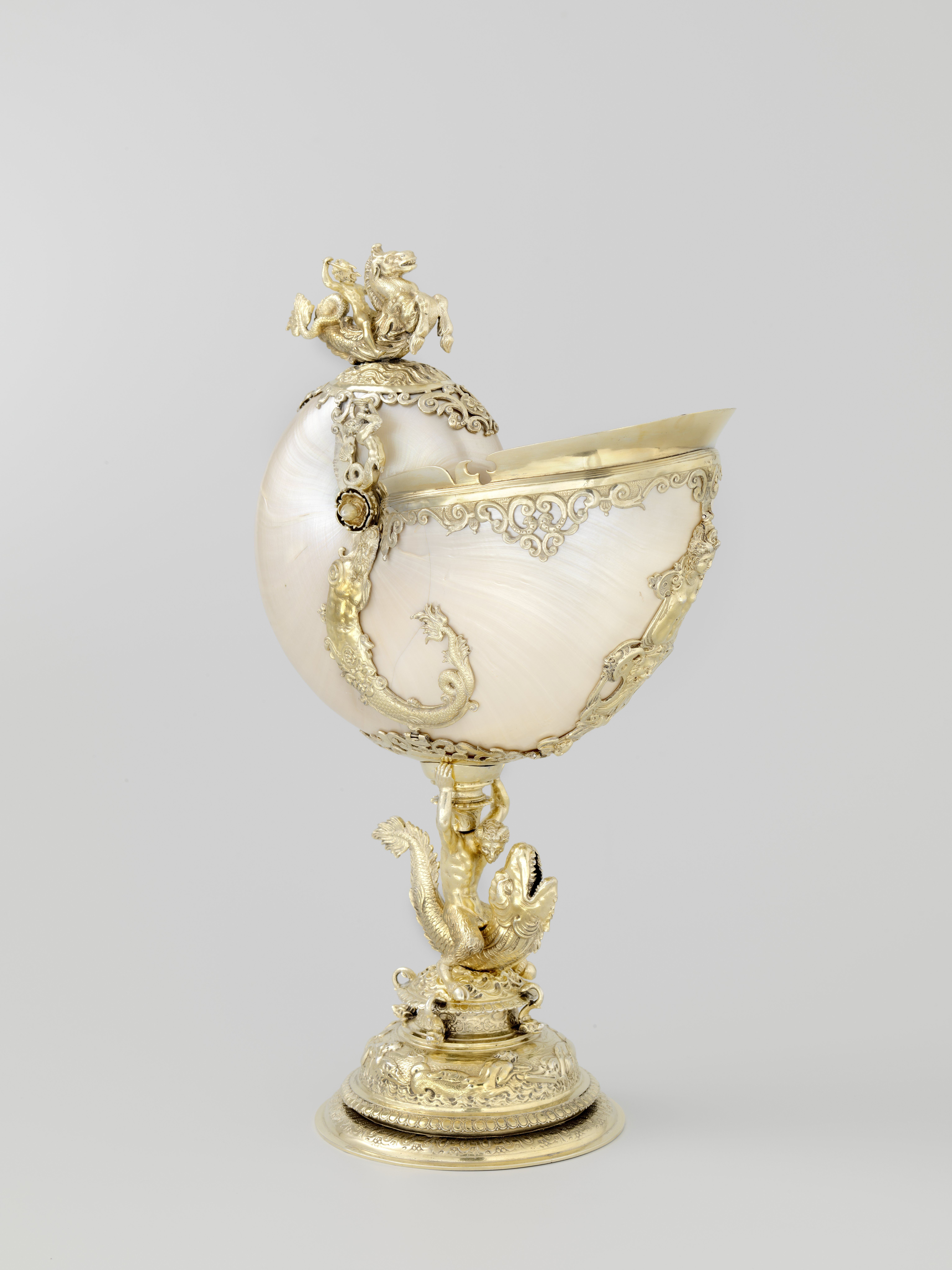
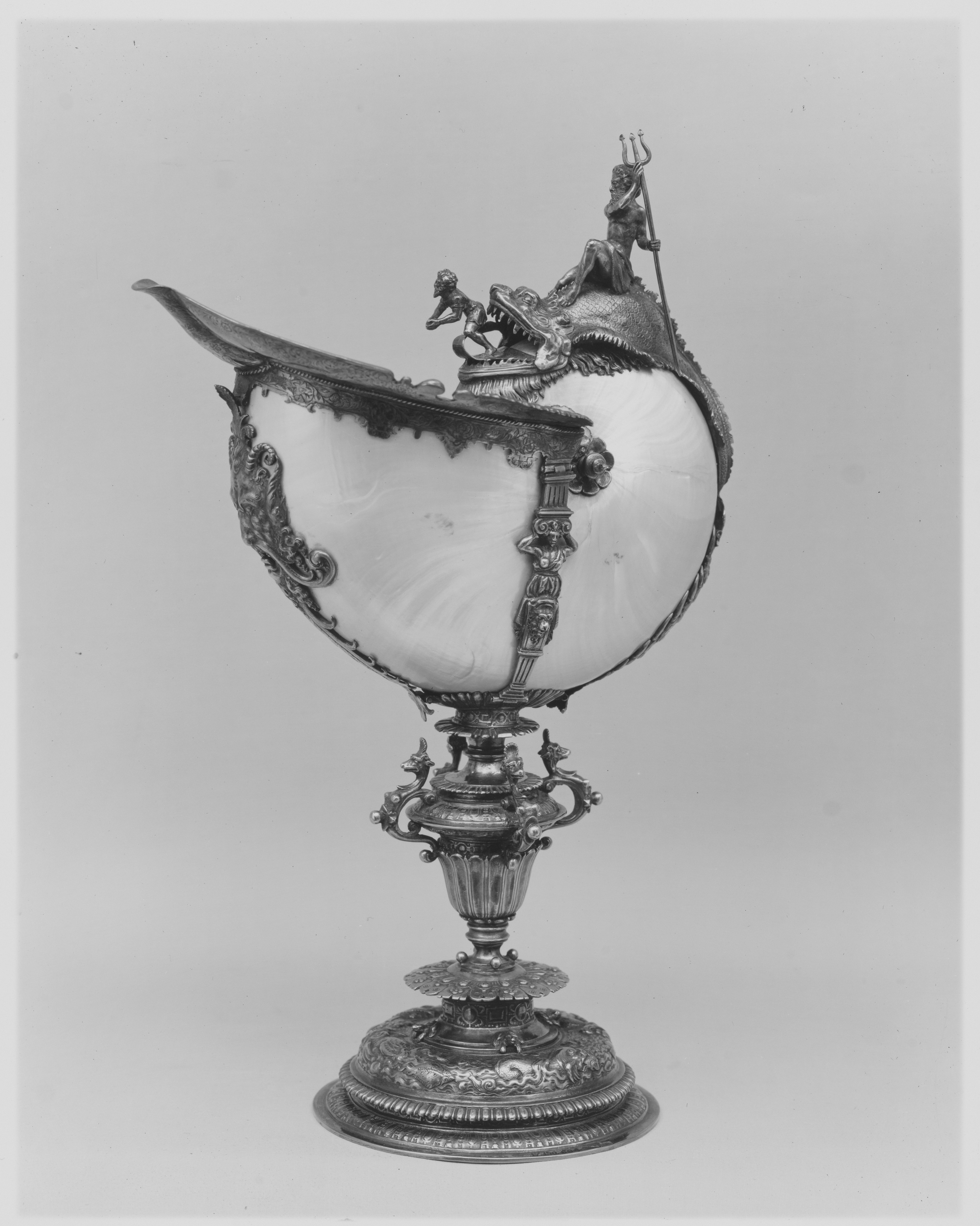

Nautilusbekers uit verschillende musea